# Invencible
Invencible è un singolo del cantautore italiano Marco Mengoni, pubblicato l'8 gennaio 2016 come unico estratto dall'album in studio Liberando palabras.

## La canzone
Anticipato da una breve anteprima a fine dicembre 2015, si tratta della versione in lingua spagnola del brano Invincibile, tratto dal terzo album in studio Parole in circolo del 2015.

## Video musicale
Il videoclip è stato pubblicato in concomitanza con il lancio del singolo attraverso il canale YouTube di Mengoni.

## Tracce
1. Invencible – 3:27